# Palež
Palež är ett samhälle i Montenegro. Det ligger i den norra delen av landet, 80 km norr om huvudstaden Podgorica. Palež ligger 1 422 meter över havet och antalet invånare är 169.
Terrängen runt Palež är bergig åt nordväst, men åt sydost är den kuperad. Runt Palež är det ganska glesbefolkat, med 48 invånare per kvadratkilometer. Närmaste större samhälle är Žabljak, 3,0 km söder om Palež. Omgivningarna runt Palež är en mosaik av jordbruksmark och naturlig växtlighet.